# Wonderful (Annie Lennox)
Wonderful è un singolo promozionale estratto da Bare, terzo album da solista di Annie Lennox.
La traccia è stata pubblicata unicamente sul CD Promo inviato alle radio e non è stata accompagnata da alcun video.

## Tracce

### CD Promo
1. "Wonderful" (Album Version) - 4:16
2. "Pavement Cracks" (Goldtrix Full Vocal Mix) - 6:34
3. "A Thousand Beautiful Things" (Gabriel & Dresden Tech Funk Mix) - 9:03